# Delta
Cette page contient des caractères spéciaux ou non latins. S’ils s’affichent mal (▯, ?, etc.), consultez la page d’aide Unicode.
Pour les articles homonymes, voir Delta (homonymie).
Delta (capitale Δ, minuscule δ; en grec δέλτα / délta) est la quatrième lettre de l'alphabet grec. Dérivée de la lettre delt  de l'alphabet phénicien, elle est l'ancêtre des lettres D et ẟ (delta) de l'alphabet latin, et de la lettre Д de l'alphabet cyrillique.

## Usage

### Grec
En grec ancien, delta représente la consonne occlusive dentale voisée /d/.
En grec moderne, elle représente la consonne fricative dentale voisée /ð/.
Dans le système de numération grecque, delta vaut 4.

### Sciences
La lettre majuscule Δ est souvent utilisée en sciences et mathématiques pour nommer une différence entre deux grandeurs, delta étant l'initiale du mot grec διαφορά / diaphorá, « différence ». L'opérateur laplacien est noté Δ ; l'opérateur nabla prend la forme d'un delta renversé, ∇.
En mathématiques, plus précisément en analyse, elle représente la distribution de Dirac, souvent appelé fonction δ de Dirac.
Il est la notation usuelle du discriminant pour les équations du second degré.
En chimie, Δ est souvent rencontré dans les descriptions succinctes des conditions réactionnelles pour indiquer qu'une réaction chimique est menée à chaud (et souvent au reflux du solvant). Il est également utilisé dans la nomenclature IUPAC.
Au contraire, δ désigne une charge partielle portée par un atome, auquel cas il est suivi d'un signe positif ou négatif en exposant.
En outre, δ en optique signifie la « dioptrie » qui sert d'unité à la vergence d'un système optique (œil, verre, lentille, etc.).
En biologie, le symbole Δ est communément utilisé pour annoter une délétion d'un gène ou d'une partie de gène. Il se trouve le plus souvent avant le nom du gène et peut aussi servir à designer le mutant portant la délétion.
En octobre 2020, Delta devient le nom employé pour un nouveau variant du virus SARS-CoV-2 de la Covid-19 apparu en Inde.
En phonétique, le delta δ est parfois utilisé pour représenter une consonne fricative dentale voisée. Le symbole de l’alphabet phonétique internationale (API), le edh ð lui ressemble. Le delta culbuté ƍ a été utilisé dans l’API pour représenter la labialisation de cette consonne.

## Histoire

### Origine

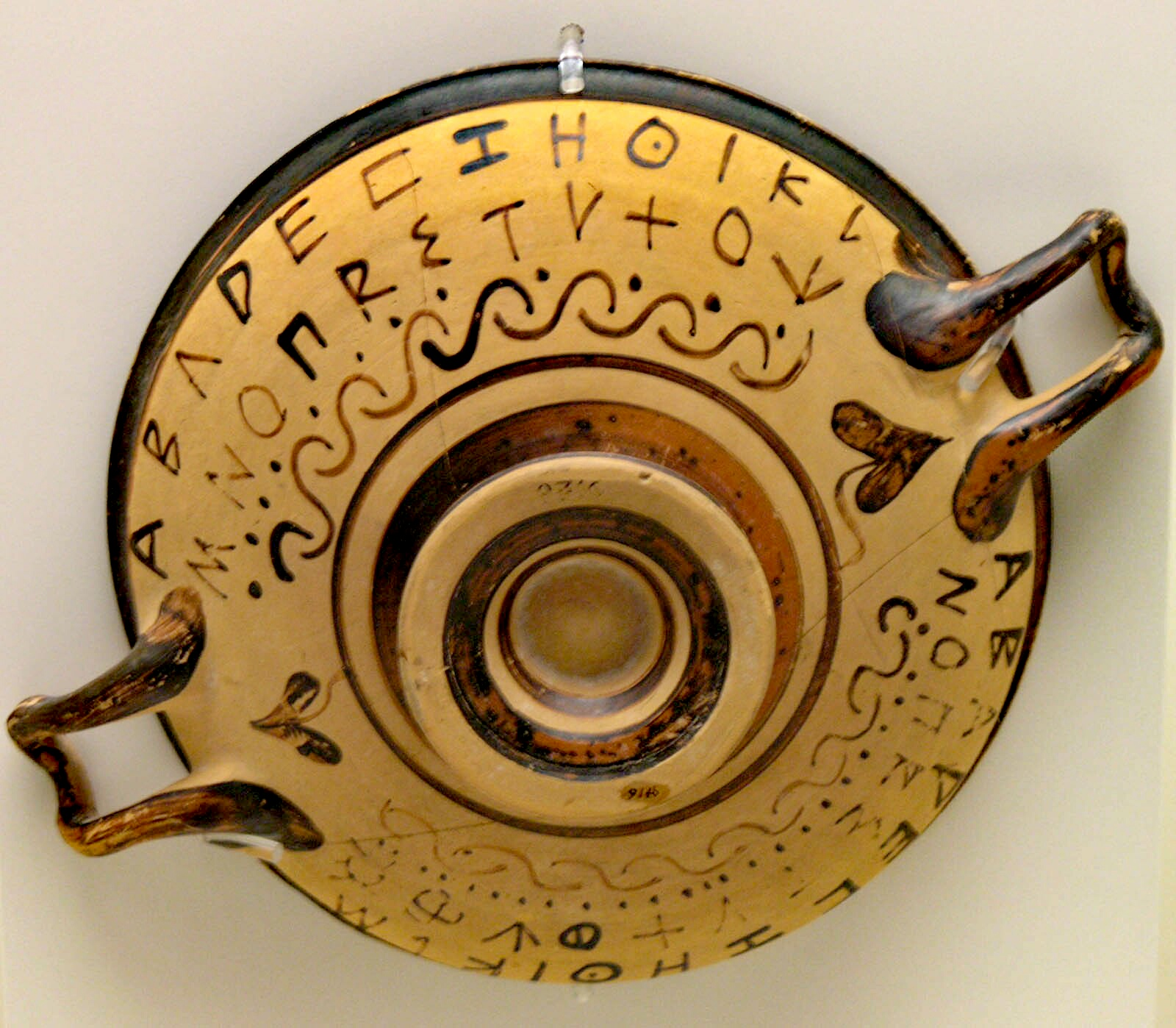
Alphabet grec peint sur la panse d'une coupe attique à figures noires ; le delta, visible sur la gauche du vase, ressemble à un « D » latin anguleux.

La lettre delta tire son origine de la lettre correspondante de l'alphabet phénicien, . Celle-ci provient peut-être de l'alphabet protosinaïtique, une écriture utilisée dans le Sinaï il y a plus de 3 500 ans, elle-même probablement dérivée de certains hiéroglyphes égyptiens ; le hiéroglyphe sur lequel la lettre phénicienne est basée représente une porte et la lettre phénicienne est elle-même une forte stylisation de ce caractère. L'alphabet phénicien atteint une forme plus ou moins standard vers le XIe siècle av. J.-C. Sa 4e lettre est une consonne (l'alphabet phénicien est un abjad qui ne note pas les voyelles) correspondant probablement au son [d].
L'alphabet grec est créé sur le modèle de l'alphabet phénicien. La 4e lettre de celui-ci est directement utilisée par l'alphabet grec pour noter le son [d]. Sur les premières inscriptions grecques après les siècles obscurs, vers le VIIIe siècle av. J.-C., l'orientation de la lettre correspond à celle de l'alphabet phénicien. Dans les alphabets grecs ultérieurs, elle subit généralement une rotation de 90°. Les différents alphabets grecs archaïques utilisent diverses variantes où la ligne de gauche peut être verticale et le côté droit légèrement arrondi. On trouve des formes diverses comme  (Achaïe, Arcadie, Argos, Béotie, Eubée, Ithaque, Laconie, Rhodes, Thessalie),  (Eubée),  (Attique, Cnide, Corinthe, Crète, Délos, Égine, Ionie, Mégare, Milos, Naxos, Paros, Rhodes, Santorin, Sicyone, Tirynthe),.
La forme actuelle de la lettre provient de l'alphabet utilisé en Ionie, qui est progressivement adopté par le reste du monde grec antique (Athènes passe un décret formel pour son adoption officielle en 403 av. J.-C. ; son usage est commun dans les cités grecques avant le milieu du IVe siècle av. J.-C.).
L'alphabet grec reste monocaméral pendant longtemps. Les formes minuscules proviennent de l'onciale grecque, une graphie particulière créée à partir de la majuscule et de la cursive romaine vers le IIIe siècle et adaptée à l'écriture à la plume, et sont créées vers le IXe siècle. Pendant la Renaissance, les imprimeurs adoptent la forme minuscule pour les polices bas-de-casse, et modèlent les lettres capitales sur les formes des anciennes inscriptions, conduisant le grec à devenir bicaméral.

### Nom
En grec, « delta » provient de la prononciation sémitique ancienne (qu'on ne peut reconstituer avec précision) et ne signifie rien, ainsi qu'il en est des autres lettres (alpha, bêta, delta, etc.). En revanche, on suppose que le nom de la lettre phénicienne correspondante provient du terme proto-sémitique *dal-t- (« porte »). En grec, la lettre est appelée δέλτα / délta, prononcée /délta/ en dialecte attique, /ðélta/ en koiné, grec médiéval et grec moderne.

### Dérivés
La lettre delta est transmise à l'alphabet latin par l'intermédiaire de l'alphabet étrusque, lui-même dérivé de l'alphabet grec « rouge » employé en Eubée — alphabet que les Étrusques apprennent à Pithécusses (Ischia), près de Cumes. Cet alphabet eubéen utilise une forme courbe du delta : . En passant dans l'alphabet latin, les lettres ayant perdu leur nom pour se réduire le plus souvent à leur son, le delta grec est rebaptisé d.
Dans l'alphabet cyrillique, le delta donne naissance à la lettre Д.
Dans l'alphabet copte, la lettre conduit à la lettre dalda Ⲇ.
Il est possible que l'alphabet arménien dérive de l'alphabet grec. Dans ce cas, le da Դ dériverait du delta.

Delt phénicien
Delta épigraphique grec
Delta grec majuscule moderne
Écriture onciale
Variantes cursives
Variantes minuscules
Delta grec minuscule moderne
Delta grec archaïque de l'alphabet eubéen
D étrusque
D romain
De cyrillique
Dalda copte

## Code
La majuscule Δ possède les codages suivants :
- Unicode : U+0394
- Entité HTML : &Delta;
- TeX : \Delta ; {\displaystyle \Delta }
- DOS Greek : 131
- DOS Greek-2 : 167
- Windows-1253 : 196
- Clavier Windows : Alt+916

La minuscule δ possède les codages suivants :
- Unicode : U+03B4
- Entité HTML : &delta;
- TeX : \delta ; {\displaystyle \delta }
- DOS Greek : 155
- DOS Greek-2 : 217
- Windows-1253 : 228

Le tableau suivant recense les différents caractères Unicode utilisant le delta:
| Caractère | Représentation | Code    | Bloc Unicode                           | Nom Unicode                                                   |
| --------- | -------------- | ------- | -------------------------------------- | ------------------------------------------------------------- |
| Δ         | Δ              | U+0394  | Grec et copte                          | Lettre majuscule grecque delta                                |
| δ         | δ              | U+03B4  | Grec et copte                          | Lettre minuscule grecque delta                                |
| ᵟ         | ᵟ              | U+1D5F  | Supplément phonétique                  | Lettre modificative minuscule delta                           |
| 𝚫         | 𝚫              | U+1D6AB | Symboles mathématiques alphanumériques | Majuscule mathématique grasse delta                           |
| 𝛅         | 𝛅              | U+1D6C5 | Symboles mathématiques alphanumériques | Minuscule mathématique grasse delta                           |
| 𝛥         | 𝛥              | U+1D6E5 | Symboles mathématiques alphanumériques | Majuscule mathématique italique delta                         |
| 𝛿         | 𝛿              | U+1D6FF | Symboles mathématiques alphanumériques | Minuscule mathématique italique delta                         |
| 𝜟         | 𝜟              | U+1D71F | Symboles mathématiques alphanumériques | Majuscule mathématique italique grasse delta                  |
| 𝜹         | 𝜹              | U+1D739 | Symboles mathématiques alphanumériques | Minuscule mathématique italique grasse delta                  |
| 𝝙         | 𝝙              | U+1D759 | Symboles mathématiques alphanumériques | Majuscule mathématique grasse sans empattement delta          |
| 𝝳         | 𝝳              | U+1D773 | Symboles mathématiques alphanumériques | Minuscule mathématique grasse sans empattement delta          |
| 𝞓         | 𝞓              | U+1D793 | Symboles mathématiques alphanumériques | Majuscule mathématique italique grasse sans empattement delta |
| 𝞭         | 𝞭              | U+1D7AD | Symboles mathématiques alphanumériques | Minuscule mathématique italique grasse sans empattement delta |